# Acanthophis pyrrhus
Acanthophis pyrrhus är en ormart som beskrevs av Boulenger 1898. Acanthophis pyrrhus ingår i släktet Acanthophis och familjen giftsnokar och underfamiljen havsormar. Inga underarter finns listade i Catalogue of Life.
Arten förekommer i centrala och västra Australien. Honor lägger inga ägg utan föder levande ungar.

## Bildgalleri

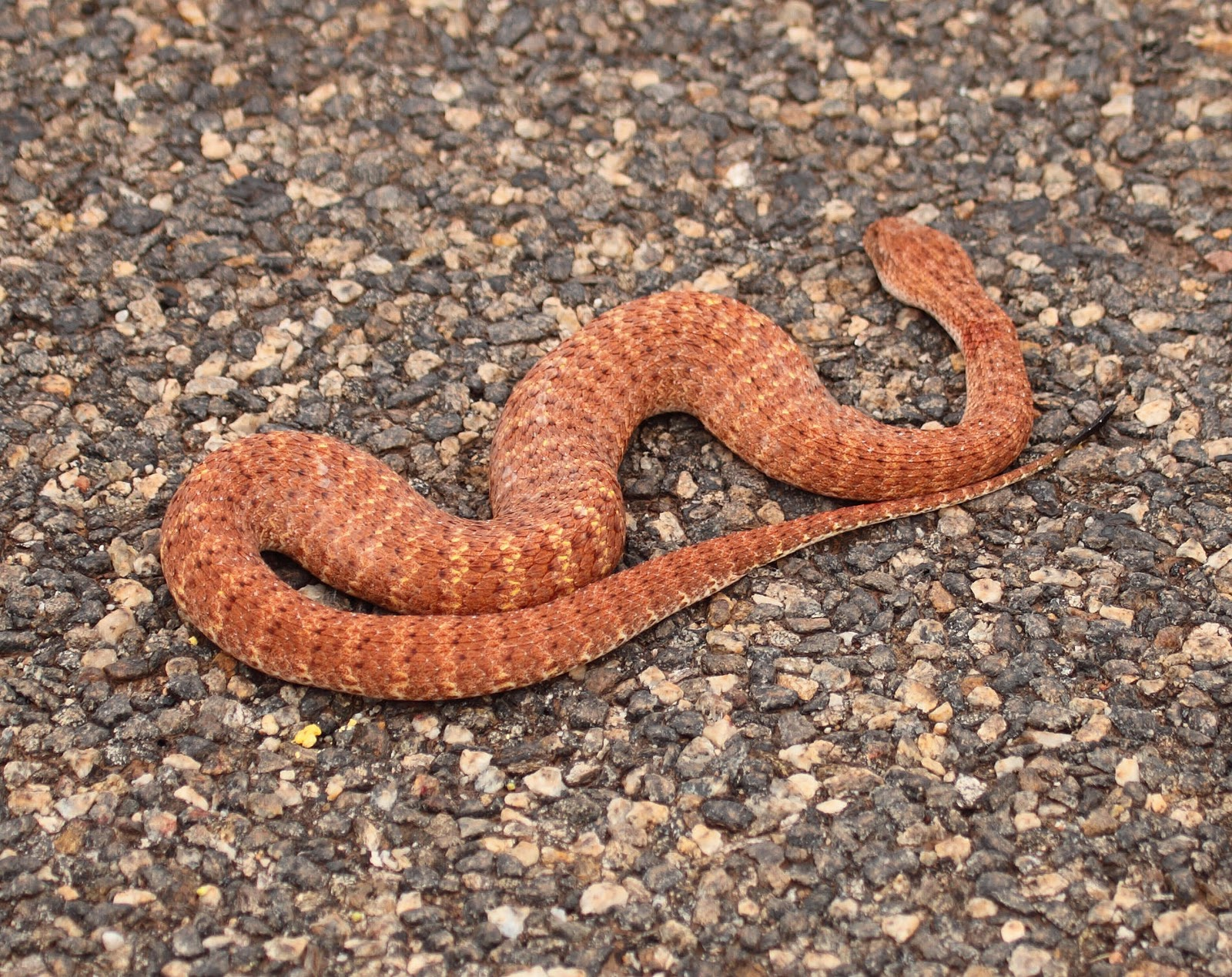